# Cantonul Terre-Natale
Cantonul Terre-Natale este un canton din arondismentul Langres, departamentul Haute-Marne, regiunea Champagne-Ardenne, Franța.

## Comune
| Comune                  | Populație (1999) | Cod poștal | Cod INSEE |
| ----------------------- | ---------------- | ---------- | --------- |
| Arbigny-sous-Varennes   | 84               | 52500      | 52015     |
| Celles-en-Bassigny      | 75               | 52360      | 52089     |
| Champigny-sous-Varennes | 128              | 52400      | 52103     |
| Chézeaux                | 72               | 52400      | 52124     |
| Coiffy-le-Bas           | 98               | 52400      | 52135     |
| Haute-Amance            | 976              | 52600      | 52242     |
| Laneuvelle              | 66               | 52400      | 52264     |
| Lavernoy                | 90               | 52140      | 52275     |
| Marcilly-en-Bassigny    | 21               | 52360      | 52311     |
| Plesnoy                 | 107              | 52360      | 52392     |
| Rançonnières            | 111              | 52140      | 52415     |
| Varennes-sur-Amance     | 296              | 52400      | 52504     |
| Vicq                    | 162              | 52400      | 52520     |